# Internationales Tennisturnier von Zinnowitz 1990
Das 36. Internationale Tennisturnier von Zinnowitz fand vom 26. Juni bis zum 1. Juli 1990 im Ostseebad Zinnowitz statt.
Nach dem Fall der Berliner Mauer und vor der deutschen Wiedervereinigung war dies die letzte Auflage dieses Turniers. Zum ersten Mal seit 1961 waren auch wieder Tennisspieler aus Westdeutschland dabei. Das Turnier begann erstmals erst an einem Dienstag. Der Nationenpokal wurde nicht mehr ausgetragen. Wegen der geringen Beteiligung bei den Damen entfiel auch das Damendoppel. Die Damen spielten in zwei Gruppen jede gegen jede und die beiden Gruppensiegerinnen dann den Turniersieg aus. Es siegte Jelena Pogorelowa aus der Sowjetunion gegen ihre Landsfrau Nadeschda Strelzowa. Im Herreneinzel gewann in einem rein polnischen Finale Tomasz Lichoń gegen Paweł Ostrowski, der Bielefelder Matthias Kaster erreichte hier das Halbfinale. Im Herrendoppel konnte der Kubaner Wilfredo Henry an der Seite seines Landsmannes Dubiel Medina den Titel im Finale gegen Lichoń und Ostrowski erfolgreich verteidigen.

## Ergebnisse

### Herreneinzel
|  | Finale |                 |   |   |   |   |  |
|  |        |                 |   |   |   |   |  |
|  |        | Tomasz Lichoń   | 7 | 7 | 3 | 6 |  |
|  |        | Paweł Ostrowski | 6 | 5 | 6 | 3 |  |

### Dameneinzel
|  | Finale |                     |   |   |   |
|  |        |                     |   |   |   |
|  |        | Jelena Pogorelowa   | 4 | 6 | 6 |
|  |        | Nadeschda Strelzowa | 6 | 1 | 4 |
|  |        |                     |   |   |   |

### Herrendoppel
|  | Finale |                               |   |   |   |
|  |        |                               |   |   |   |
|  |        | Wilfredo Henry Duvier Medina  | 6 | 7 | 6 |
|  |        | Tomasz Lichoń Paweł Ostrowski | 7 | 5 | 3 |
|  |        |                               |   |   |   |

## Quelle
- Berliner Zeitung, Ausgaben vom 27. Juni bis 2. Juli 1990, online verfügbar unter http://zefys.staatsbibliothek-berlin.de/ddr-presse/ bei der Staatsbibliothek Berlin.